# Ortholasma levipes
Espèce
Ortholasma levipes est une espèce d'opilions dyspnois de la famille des Nemastomatidae.

## Distribution
Cette espèce est endémique de Californie aux États-Unis. Elle se rencontre dans les comtés de Sonoma, de Napa, de Monterey, de San Luis Obispo, de Los Angeles, d'El Dorado, de Calaveras, de Mariposa, de Tuolumne et de Tulare.

## Description

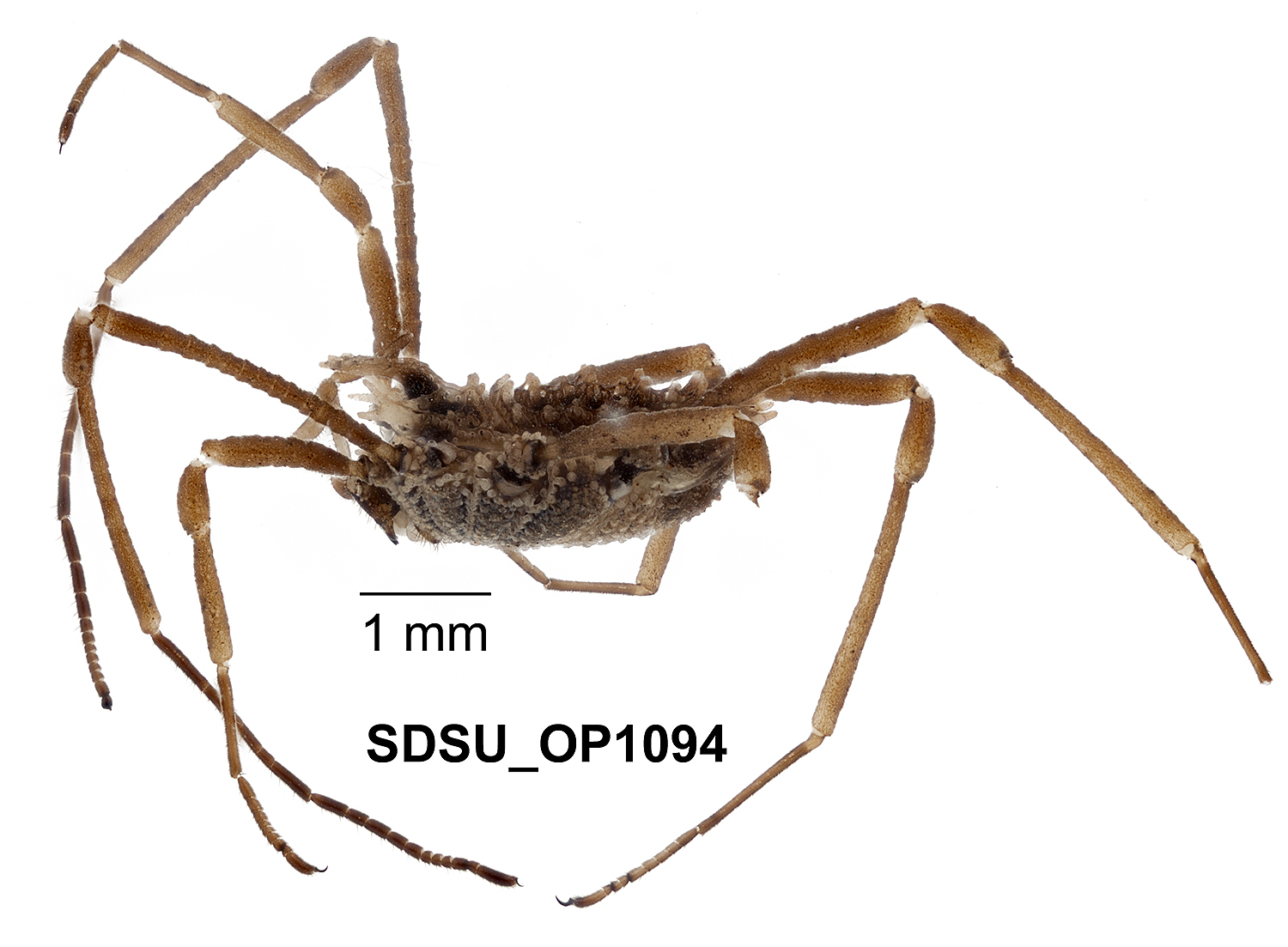
Ortholasma levipes

Le mâle holotype mesure 3,7 mm et la femelle paratype 4,2 mm, les mâles mesurent de 3,0 à 3,8 mm et les femelles de 3,2 à 4,2 mm.

## Systématique et taxinomie
Cette espèce a été décrite par Shear et Gruber en 1983.

## Publication originale
- Shear & Gruber, 1983 : « The opilionid subfamily Ortholasmatinae (Opiliones, Troguloidea, Nemastomatidae). » American Museum Novitates, no 2757, p. 1–65 (texte intégral).